# علف پابزی
علف پابزی (نام علمی: Aegopodium podagraria) یکی از گونه‌های گیاهان است.